# آرثر لاندسبوروغ تومسون
آرثر لاندسبوروغ تومسون (بالإنجليزية: Arthur Landsborough Thomson)‏‏ (8 أكتوبر 1890 - 9 يونيو 1977) هو عالم طيور اسكتلندي، عمل رئيسًا لاتحاد علماء الطيور البريطانيين في الفترة ما بين 1948 حتى 1955، وحصل على لقب فارس عام 1953، كما حصل على ميدالية بوكانان عام 1962 لخدماته الطويلة والمتميزة لدعم وإدارة البحوث الطبية والحيوية.

## حياته
ولد في إدنبرة في 8 أكتوبر 1890 وهو ابن جون آرثر طومسون وزوجته مارغريت ستيوارت. تلقى تعليمه في المدرسة الثانوية الملكية في إدنبرة حتى عام 1899، عندما انتقل والده إلى أبردين كأستاذ للتاريخ الطبيعي في جامعة أبردين. أكمل آرثر تعليمه في مدرسة أبردين النحوية.  عاشت الأسرة بعد ذلك في 15 Chanonry في أبردين. 
ثم درس آرثر التاريخ الطبيعي (على يد والده) في جامعة أبردين، وتخرج منها في درجة الماجستير عام 1911.
في الحرب العالمية الأولى خدم برتبة كولونيل في أرجيل وساذرلاند هايلاندرز. حصل على OBE العسكرية لخدماته.
بعد الحرب (من عام 1919) أصبح باحثًا طبيًا وبقي في هذا المنصب حتى متقاعد في عام 1957. تم إنشاؤه في عام 1933 من قبل الملك جورج السادس وسامًا من قبل الملكة إليزابيث الثانية لهذا العمل. عام 1953.  في عام 1962 وسام بوكانان من الجمعية الملكية لخدمات الطب. 
في عام 1938 انتخب زميلاً في الجمعية الملكية في إدنبرة. كان مقدم الطلب هو جيمس ريتشي، والسير ديفيد ويلكي (جراح)، وتشارلز هنري أودونوغو، وويليام كالمان. 
كان رئيسًا لاتحاد علماء الطيور البريطانيين (BOU) من عام 1948 إلى عام 1955. وكان رئيسًا لجمعية علم الحيوان من عام 1946 إلى عام 1950. وكان رئيسًا للصندوق البريطاني لعلم الطيور (BTO) من عام 1941 إلى عام 1947 وفاز بجائزة Trust's Bernard Tucker وسام في عام 1957. في عام 1959 حصل على وسام جودمان سالفين BOU